# 155e division d'infanterie Emilia
La 155e Division d'infanterie Emilia (en italien : 155ª Divisione fanteria "Emilia") était une division d'infanterie de l'armée italienne pendant la Seconde Guerre mondiale. La Division Emilio était une division d'infanterie formée en décembre 1941. Après la capitulation italienne de septembre 1943 aux Alliés, une partie de la division a réussi à rejoindre les Pouilles et la 104e division motorisée Mantova.

## Ordre de bataille
- 119e régiment d'infanterie Emilia
- 120e régiment d'infanterie Emilia
- 255e bataillon d'armes
- 155e régiment d'artillerie
- 155e bataillon anti-tank
- 1 section de carabiniers
- 1 section médicale
- 1 section de transport motorisé